# Charles Rampelberg
Charles Rampelberg (født 11. oktober 1909 i Tourcoing, død 18. marts 1982) var en fransk cykelrytter som deltog i de olympiske lege 1932 i Los Angeles.
Rampelberg vandt en bronzemedalje i banecykling i disciplinen 1000 m tempo, under OL 1932 i Los Angeles. Han kom på en tredjeplads efter Dunc Gray fra Australien og Jacobus van Egmond fra Nederlandene.